# ISO 3166-2:MM
ISO 3166-2:MM es la entrada para Myanmar en ISO 3166-2, parte de los códigos de normalización ISO 3166 publicados por la Organización Internacional de Normalización (ISO), que define los códigos para los nombres de las principales subdivisiones (p.ej., provincias o estados) de todos los países codificados en ISO 3166-1.
En la actualidad, para Myanmar los códigos ISO 3166-2 se definen para 7 regiones, 7 estados, y 1 territorio de la unión.
Cada código consta de dos partes, separadas por un guion. La primera parte es MM, el código ISO 3166-1 alfa-2 para Myanmar. La segunda parte tiene dos cifras:
- 01–07: regiones
- 11–17: estados
- 18: territorio de la unión

## Códigos actuales
Los nombres de las subdivisiones se ordenan según el estándar ISO 3166-2 publicado por la Agencia de Mantenimiento ISO 3166 (ISO 3166/MA).
Pulsa sobre el botón en la cabecera para ordenar cada columna.
| Código | Nombre de la subdivisión (my) (nombres convencionales) | Categoría de la subdivisión |
| ------ | ------------------------------------------------------ | --------------------------- |
| MM-01  | Sagaing                                                | región                      |
| MM-02  | Bago                                                   | región                      |
| MM-03  | Magway                                                 | región                      |
| MM-04  | Mandalay                                               | región                      |
| MM-05  | Tanintharyi                                            | región                      |
| MM-06  | Rangún                                                 | región                      |
| MM-07  | Ayeyarwady                                             | región                      |
| MM-11  | Kachin                                                 | estado                      |
| MM-12  | Kayah                                                  | estado                      |
| MM-13  | Kayin                                                  | estado                      |
| MM-14  | Chin                                                   | estado                      |
| MM-15  | Mon                                                    | estado                      |
| MM-16  | Rakhine                                                | estado                      |
| MM-17  | Shan                                                   | estado                      |
| MM-18  | Naipyidó                                               | territorio de la unión      |

## Cambios
Los siguientes cambios de entradas han sido anunciados en los boletines de noticias emitidos por el ISO 3166/MA desde la primera publicación del ISO 3166-2 en 1998, cesando esta actividad informativa en 2013.
| Informe      | Fecha de emisión                     | Descripción del cambio reportado                                                                                       |
| ------------ | ------------------------------------ | --- |
| Boletín II-3 | 2011-12-13 (corregido el 2011-12-15) | Se añaden los términos administrativos genéricos locales, se actualiza la fuente de la lista y se añade un comentario. |